# Rokitno (Biała Podlaska)
Pour les articles homonymes, voir Rokitno.
Rokitno (prononciation : [rɔˈkʲitnɔ]) est un village polonais de la gmina de Rokitno dans le powiat de Biała Podlaska de la voïvodie de Lublin dans l'est de la Pologne.
Le village est le siège administratif (chef-lieu) de la gmina appelée gmina de Rokitno.
Il se situe à environ 15 kilomètres au nord-est de Biała Podlaska (siège du powiat) et 109 kilomètres au nord-est de Lublin (capitale de la voïvodie).

## Histoire
De 1975 à 1998, le village est attaché administrativement à la voïvodie de Biała Podlaska.

Depuis 1999, il fait partie de la voïvodie de Lublin.

## Galerie
Quelques vues du village

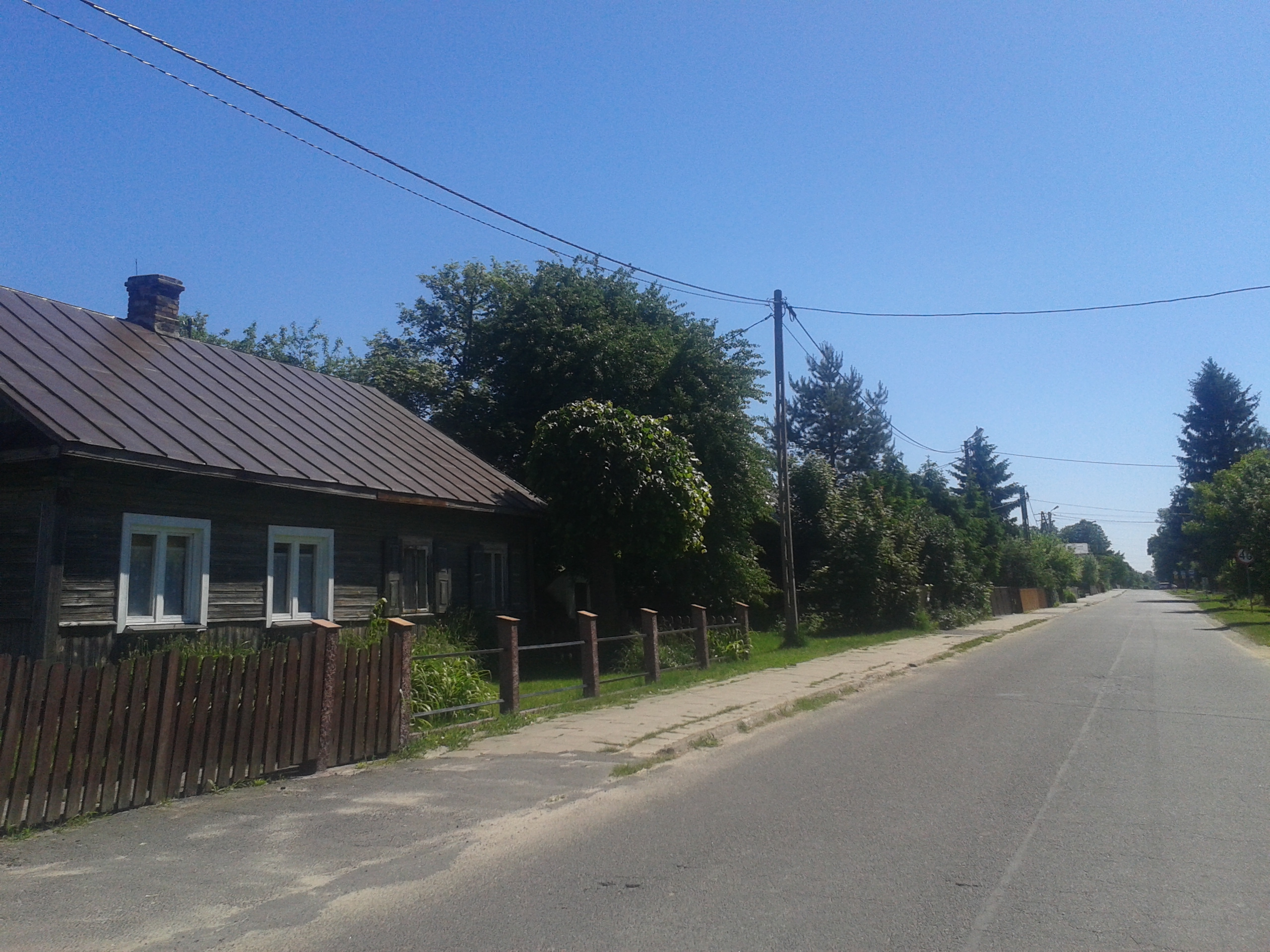
Route menant à travers le village
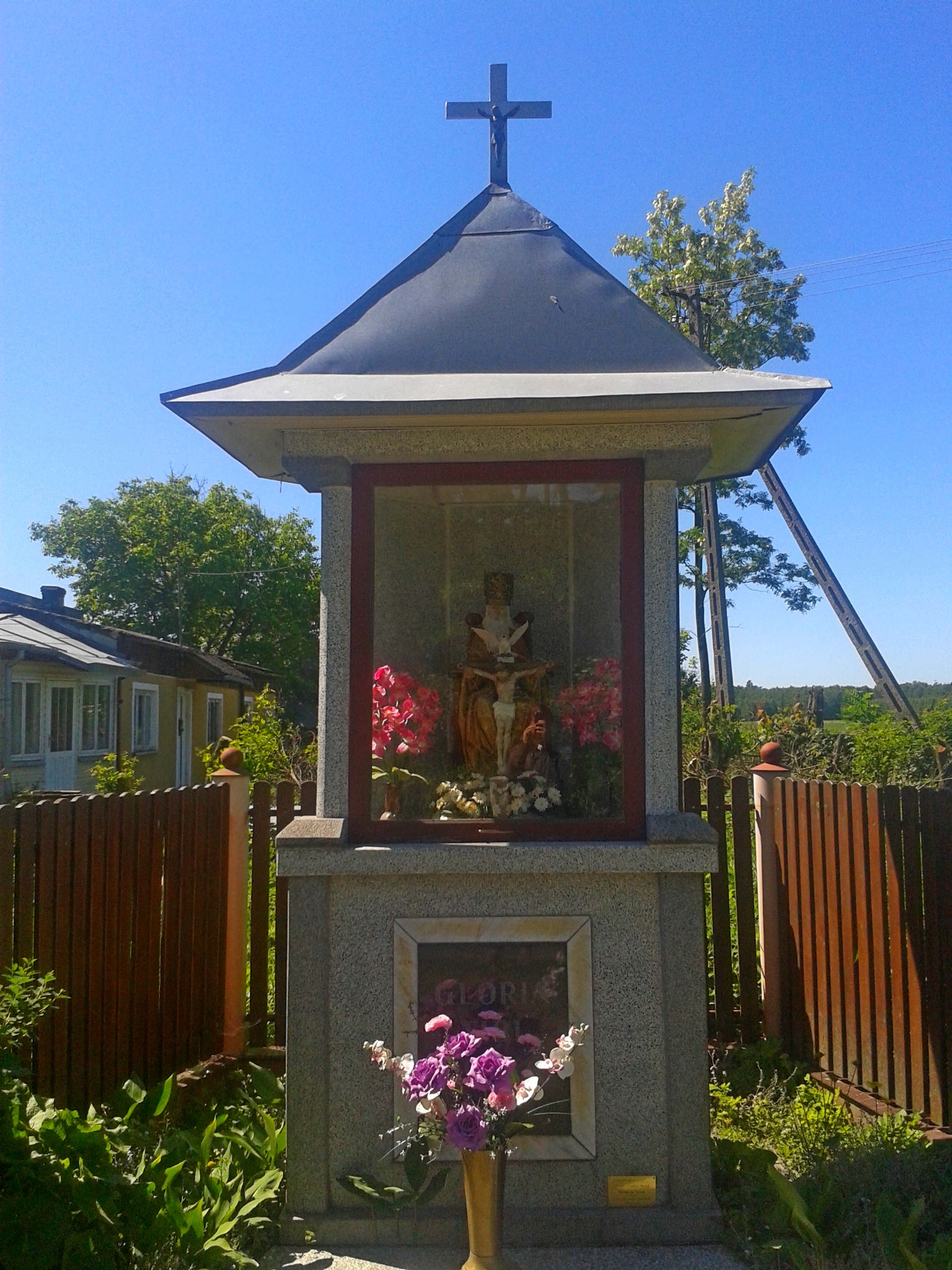
Le sanctuaire de la sculpture de la Sainte Trinité
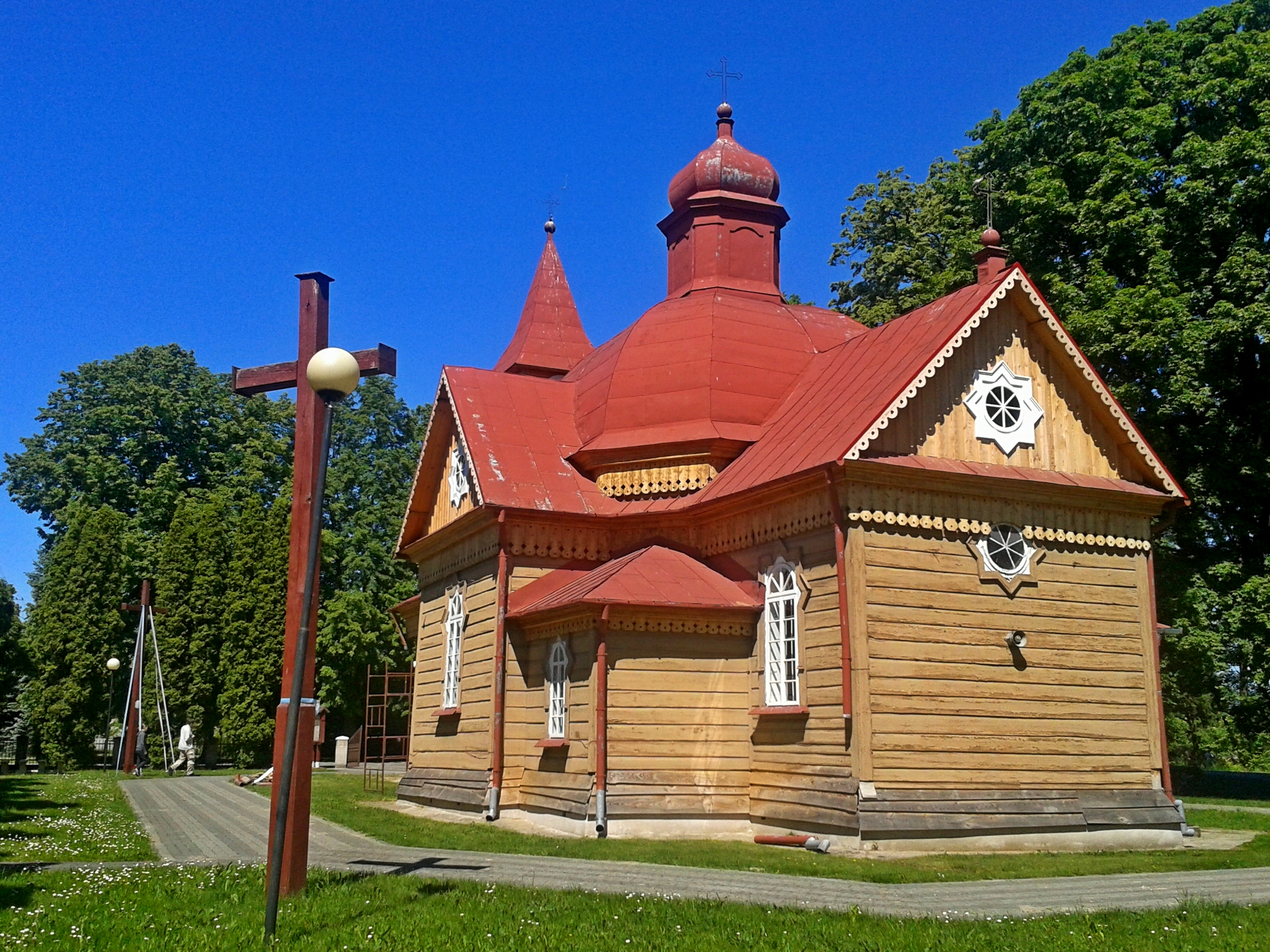
Église de la Sainte Trinité à Rokitno, une ancienne église
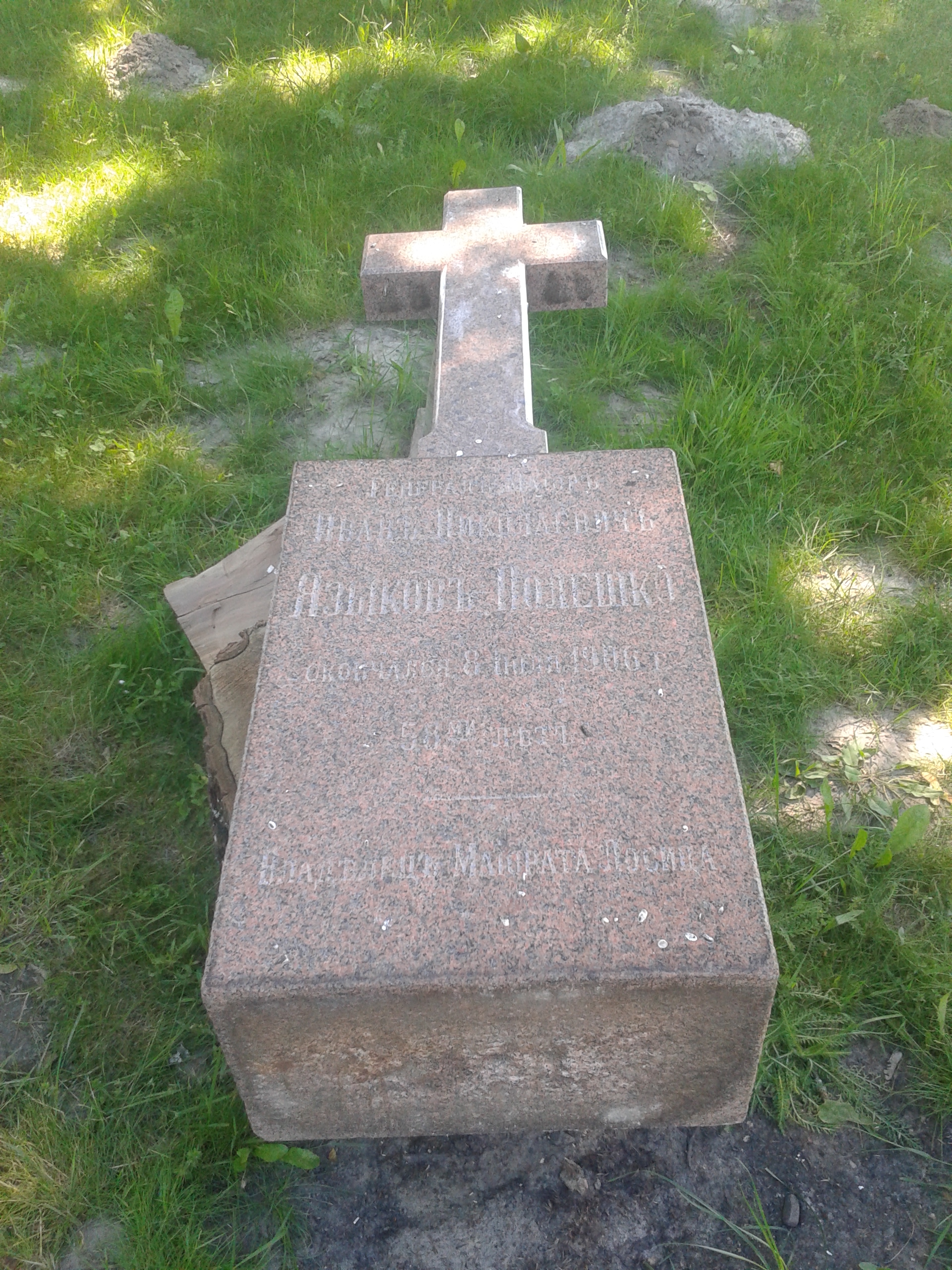
Tombe de Iwana Jazykowa-Poleszki